# René Langel
René Langel (* 1924 in Neuenburg; † 12. Oktober 2021 in Lausanne) war ein Schweizer Journalist, Jazzkritiker und Essayist. Er war einer der drei Begründer des Montreux Jazz Festivals.

## René Langel als Journalist
Vor dem Zweiten Weltkrieg waren Schweizer Zeitungsberichte über Jazz und Blues von mangelnden bis gar keinen Fachkenntnissen geprägt. Nach dem Zweiten Weltkrieg änderte sich dies, weil bald Spezialisten mit fundiertem Fachwissen über Jazz informierten. Zu den Pionieren der namhaften Schweizer Jazzspezialisten gehörte auch René Langel, der selbst Saxophon spielte und bereits in jungen Jahren über Jazz schrieb. Von 1945 bis 1947 war er Chefredakteur der Schweizer «Hot Revue», einer Zeitschrift über Jazz, die es von 1945 bis 1947 gegeben hat.
René Langel hatte sich als Jazzspezialist etabliert. Zur Zeit der Gründung des Montreux Jazz Festivals schrieb er für diverse Medien der französischsprachigen Schweiz, insbesondere für die «Tribune de Lausanne», die seit 1984 als «Le Matin» erscheint. Er war Chefredakteur der Zeitung «Vevey Riviera», die im Laufe der Zeit immer wieder ihren Namen änderte.

## Mitbegründer des Montreux Jazz Festival
Vor dem Zweiten Weltkrieg erlebte der Tourismus in Montreux eine Blütezeit, die nach dem Krieg wieder in Schwung gebracht werden sollte. Hierfür sorgte Raymond Jaussy, der 1952 Tourismusdirektor von Montreux wurde und die Zusammenarbeit mit dem Schweizer Fernsehen suchte. Das Medium erlebte nach dem Zweiten Weltkrieg einen Aufschwung und suchte nach geeigneten Inhalten. Aus der Zusammenarbeit zwischen dem Tourismusdirektor und dem Schweizer Fernsehen ging das Festival der Fernsehunterhaltung «Rose d' Or» hervor, das 1961 erstmals in Montreux stattgefunden und worüber sowohl das Schweizer Fernsehen als auch Fernsehsender im Ausland berichtet hatten. Montreux hatte sich als Ort der Kultur und des Kulturbusiness etabliert.
Im Jahr 1967 hatte der damalige Vize-Tourismusdirektor, Claude Nobs, die Idee, das Montreux Jazz Festival ins Leben zu rufen, das erste Musikfestival in der französischsprachigen Schweiz. Als der Journalist und Jazzkritiker René Langel im Juli 1967 entlang des «Grand Hôtel» in Montreux spazierte, ging Claude Nobs auf ihn zu, stellte sich vor und erzählte von seiner Idee. Claude Nobs brauchte die Unterstützung und Mitarbeit von René Langel, um das Festival zu promoten, da sich René Langel als Jazzkritiker und Journalist einen Namen gemacht hatte und viele Kontakte zu den Medien besass. Claude Nobs konnte René Langel von seiner Idee überzeugen. In der Folge holte René Langel einen Kollegen, Géo Voumard  mit ins Boot, der zum dritten Mitbegründer des Montreux Jazz Festivals wurde. Géo Voumard war beim Radio «Radio Suisse Romande» für das Unterhaltungsprogramm zuständig und zudem Vorstandsmitglied der Europäischen Rundfunkunion.
René Langel und Géo Voumard sorgten dafür, dass diverse Zeitschriften in der Schweiz, aus anderen europäischen Ländern und sogar den USA, wie auch das Schweizer Radio und Fernseher im Vorfeld über das Montreux Jazz Festival berichteten. Über die Medienkanäle wurden auch Eintrittskarten zum Kauf angeboten, so dass das Montreux Jazz Festival bereits im Vorfeld ausverkauft und bekannt geworden war.

## Buchpublikationen
- Le jazz orphelin de l' Afrique. Payot, Paris 2001, ISBN 978-2-228-89383-1.
- Une vie pour la nature : Franz Weber, militantécologiste : L'homme qui a sauvé Baux de Provence. Favre, Lausanne 2004, ISBN 978-2-8289-0787-7.